# Бермуда-Ран (Північна Кароліна)
Бермуда-Ран (англ. Bermuda Run) — місто (англ. town) в США, в окрузі Деві штату Північна Кароліна. Населення — 3120 осіб (2020).

## Географія
Бермуда-Ран розташована за координатами 36°0′14″ пн. ш. 80°25′25″ зх. д. / 36.00389° пн. ш. 80.42361° зх. д. (36.003795, -80.423643).  За даними Бюро перепису населення США в 2010 році місто мало площу 4,42 км², з яких 4,28 км² — суходіл та 0,13 км² — водойми. В 2017 році площа становила 6,08 км², з яких 5,90 км² — суходіл та 0,18 км² — водойми.

## Демографія
Згідно з переписом 2010 року, у місті мешкало 1725 осіб у 860 домогосподарствах у складі 582 родин. Густота населення становила 390 осіб/км².  Було 1021 помешкання (231/км²).
Расовий склад населення:
| - 95,7 % — білих - 1,7 % — чорних або афроамериканців - 1,3 % — азіатів - 0,2 % — корінних американців - 0,1 % — вихідців з тихоокеанських островів |

До двох чи більше рас належало 1,0 %. Частка іспаномовних становила 0,8 % від усіх жителів.
За віковим діапазоном населення розподілялося таким чином: 8,6 % — особи молодші 18 років, 41,1 % — особи у віці 18—64 років, 50,3 % — особи у віці 65 років та старші. Медіана віку мешканця становила 65,1 року. На 100 осіб жіночої статі у місті припадало 82,9 чоловіків;  на 100 жінок у віці від 18 років та старших — 81,9 чоловіків також старших 18 років.
Середній дохід на одне домашнє господарство  становив 115 105 доларів США (медіана — 76 912), а середній дохід на одну сім'ю — 140 387 доларів (медіана — 92 500). За межею бідності перебувало 8,3 % осіб, у тому числі 24,4 % дітей у віці до 18 років та 4,6 % осіб у віці 65 років та старших.
Цивільне працевлаштоване населення становило 932 особи. Основні галузі зайнятості: освіта, охорона здоров'я та соціальна допомога — 19,4 %, роздрібна торгівля — 16,5 %, фінанси, страхування та нерухомість — 12,2 %, виробництво — 11,8 %.